# Station Gdynia Port Oksywie
Station Gdynia Port Oksywie is een spoorwegstation in de Poolse plaats Gdynia.